# Лоухи-Передаточная
Ло́ухи-Переда́точная — закрытая грузовая железнодорожная станция на линии Лоухи — Пяозеро. Территориально находилась в посёлке Лоухи Лоухского района Карелии. Станция имела два боковых пути. По состоянию на 2019 год инфраструктура станции не сохранилась.

## История
До 1961 года тупиковой являлась станция Кестеньга.
До 1980-х годов по линии курсировал грузо-пассажирский поезд. Софпорог была конечной станцией для пассажирского движения.
На 2010 год станция действовала.
В 2017 году был закрыт Пяозерский леспромхоз, который обслуживала линия на Пяозеро, что поставило движение на линии и само её существование под угрозу. В 2023 году через станцию было запущено движение пригородного дизель-поезда «Орлан», однако сам остановочный пункт открыт не был, поезда проследовали его без остановки. На зиму 2024—2025 годов движение по линии было временно приостановлено в связи с ремонтом, возвращение движения запланировано на весну 2025 года.

## Описание
Станция Лоухи-Передаточная была расположена в северо-западной части посёлка Лоухи, Республика Карелия и находилась на 2,8 км линии Лоухи — Пяозеро Октябрьской железной дороги. Станция закрыта, все пути кроме главного разобраны.
Через остановочный пункт имеется как грузовое, так и пассажирское движение, однако остановок на станции не делается.

Станция Лоухи-Передаточная
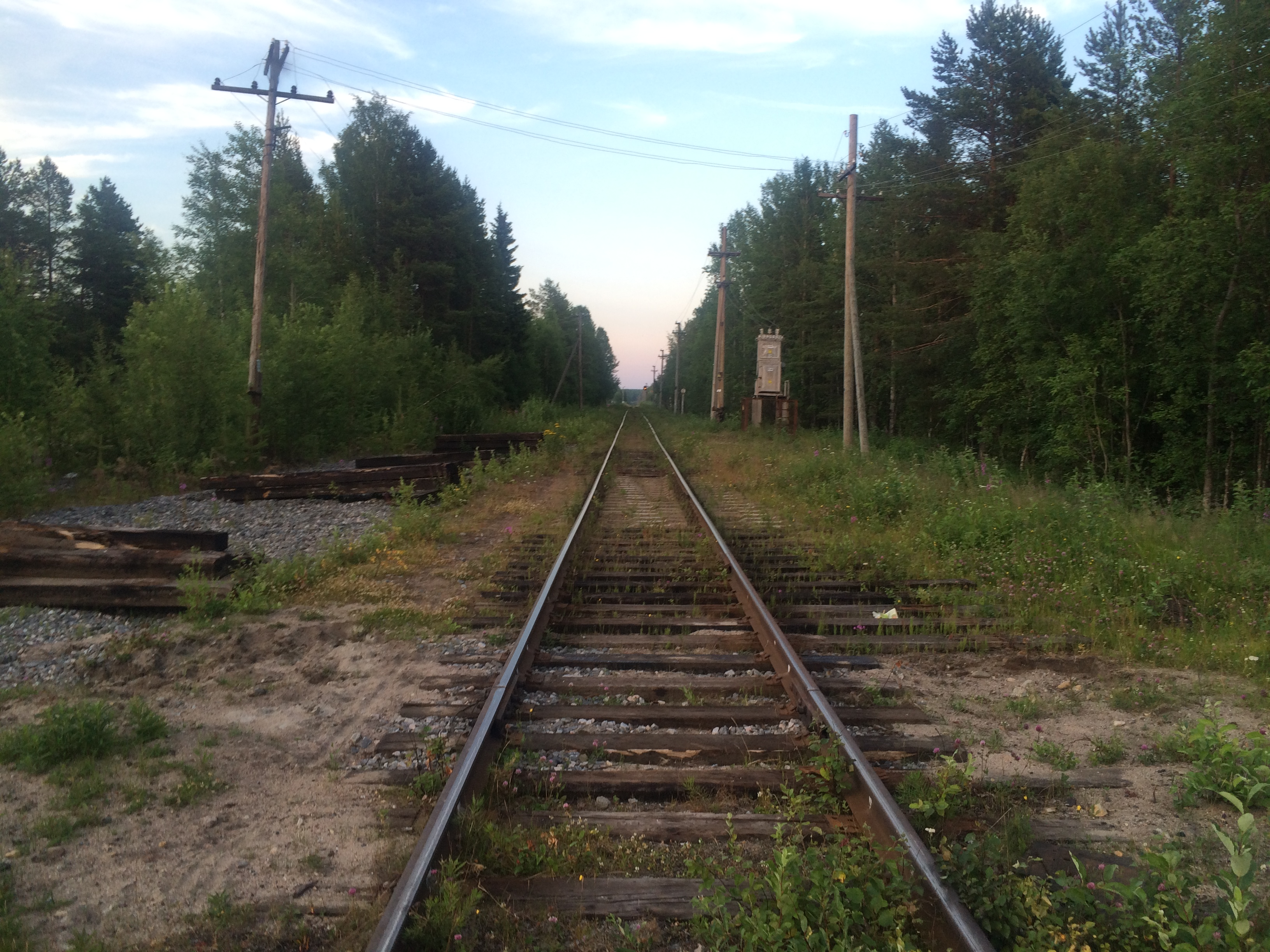
Разобранные пути станции.
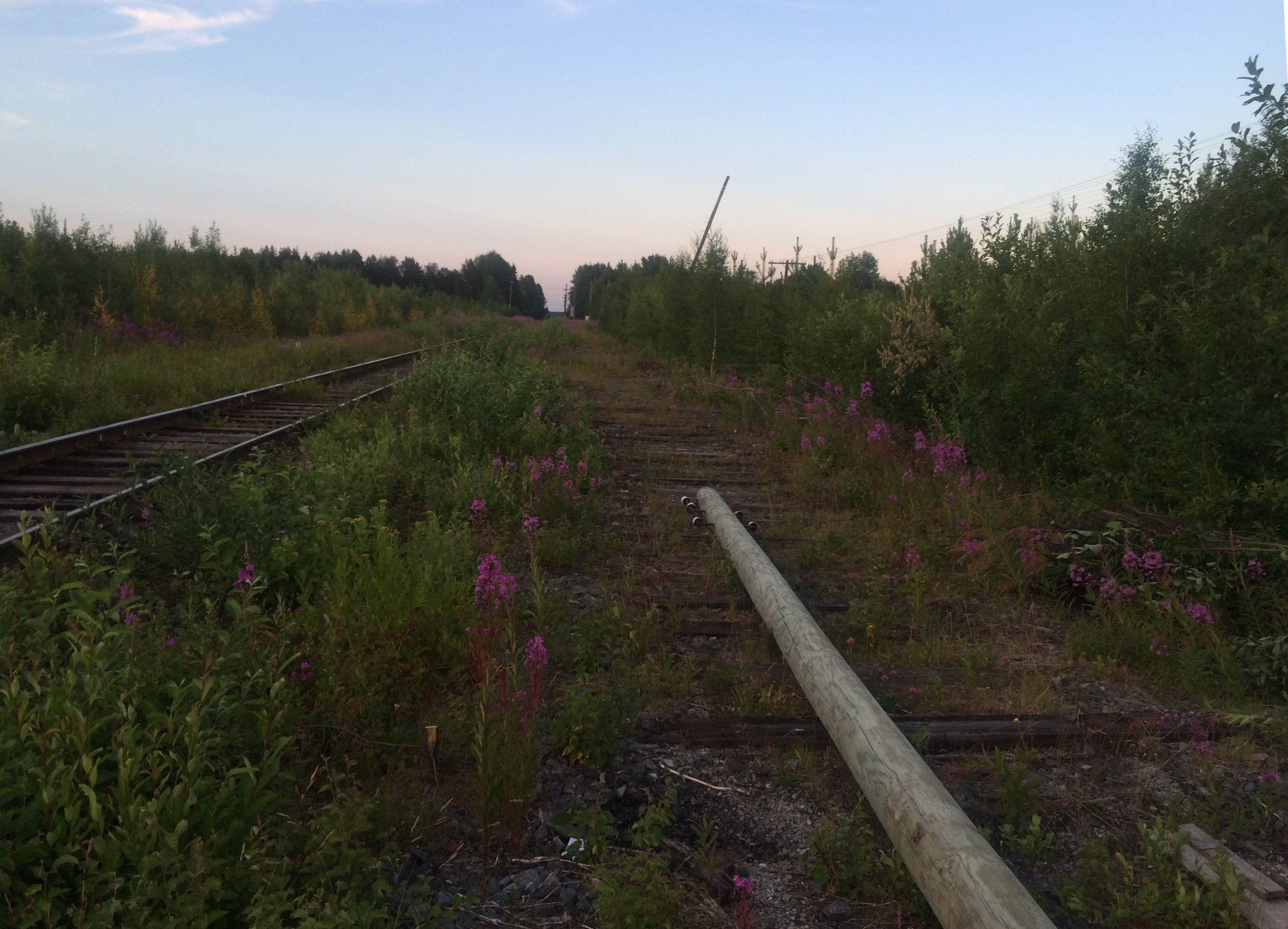
Разобранные пути станции.